# 第五惑星アスカ
第五惑星アスカ（だいごわくせいアスカ）は、日本の小説家六道慧によるヤングアダルト向けの超能力SFライトノベルである。
1989年5月から11月まで、富士見ファンタジア文庫（富士見書房）より全3巻で発行された。
各巻のタイトルは下記のとおりである。
- 第1巻 - 失われた惑星（うしなわれたわくせい）
- 第2巻 - 碧い凶星（あおいきょうせい）
- 第3巻 - 夢幻の惑星（むげんのわくせい）

イラストは高田明美による。
第1巻のあとがきで著者は、広瀬隆の著作を読み、日本の原子力発電所でチェルノブイリ並みの事故が起きれば日本中が数日内に放射能で汚染されることを知り、その恐怖感から本作を執筆した旨を述べている。
作中では、太陽系にかつてあった第五惑星「アスカ」が原子炉の爆発により放射能で汚染され、その後地球でも次々に原子炉などから放射能があふれ出し、最終的に人類の大部分が滅びる様が描写される。
しかし本作では、女性主人公と彼女の恋人や周囲の男性たちとの間の恋愛模様にも比重が置かれ、深刻なテーマを扱いながらも恋愛小説としても読むことができる。

## あらすじ
1982年、日本のI県T村の原子炉近くでは、奇形のタンポポ――1mほどに成長しバラの花のような赤い花弁を持つ――が採取されていた。
1991年4月にはそのT村で原子炉事故が起こり、東京を中心に日本中に放射能がまき散らされ、多くの若者や子供が白血病によって死んでいった。原子炉の運転を続けたい政府はこれが放射能のせいであることを隠し、政策に逆らう国民を日本憲兵隊（ジャパン・ジャンダルム、J・J）によって抑圧し、さらに麻薬類を解禁した。金持ちは国外に逃れたが一般国民は国内に閉じ込められていた。物語の始まる1996年、国民は生ける屍のように暮らしており、さらに世界的な異常気象と不作、物価高に苦しめられていた。日本から海外へ行かれる唯一の空港、三沢基地周辺には、隙あらば基地に侵入し密航しようとする人々が集まり、日本で最も活気のある町「スノウ・シティ」（吹き溜まりの意）をつくっていた。
かつて火星と木星の間の軌道にあり7千年前に爆発し小惑星帯となった、第五惑星アスカ。アスカ人の生き残りの明日香に、地球に逃れてからずっと追ってきていた敵が迫った。惑星アスカは消滅前に原子力事故により地上が放射能で汚染され多くの人々が死亡しており、あの悲劇が地球で起きてはならないと、明日香は予言者に化けて人々に放射能の危険を訴えた。日本で得た家族を殺された彼女は敵に戦いを挑むが捕らえられ、その強力な超能力を封じられる。
F県長瀬町の原子力発電所で事故が起こったため、爆発を防ごうとする敵の頼みを請けて明日香は現地に赴くが、事故は実は、かつて明日香を愛し明日香が彼への想いを封じた、金星の元首シドが超能力で作り出した幻だった。明日香は原発を襲撃してきた、シドと酷似した外見の日本人の少年レイに助けられる。彼らは三沢市に向かいスノウ・シティに潜伏しつつ、日本に到着し敵と接触した"G"の正体を知ろうとする。"G"がシドの一族・ゴディスかも知れないと考えた明日香は自分から彼らに捕らえられるが、"G"とはゴディスと対立する一族・ゲイルであり、敵と組んだ彼らの恐るべき企みを聞かされる。敵に監禁された明日香を救ったのはシドであった。
シドの皇妃として迎えられる明日香。いっぽうでゲイルの計画は進行し、まず地球を爆発させるために日本に世界中の放射性廃棄物を集める「ディシュース計画」、そして世界中の原子炉を次々に爆発させて時空のゆがみを作り過去の金星へ時間跳躍する「ノア計画」へと進行していく。明日香は地球に戻って敵＝ゲイルとの戦いを続けるが、仮に今地球の爆発を食い止めても、3年後には地球上で原子炉や再処理工場が次々に事故を起こして天変地異を招き、時空が歪むことで過去から現れる惑星アスカと衝突して消滅する運命を避けることができない。地球を守るための5％の可能性として示されたのは、現在地球にある放射能を明日香の超能力で消滅させることだった。そのことを明日香に語る金星の大元老メセトラとは、3年後に地球が消滅する直前に明日香が超能力で過去の金星へ逃し、金星人の祖となったレイの、未来の姿であった。地球が消滅しなければレイを過去の金星に送る必要はなくなり金星人は存在しないこととなるが、メセトラは明日香に地球を守るべきだと言う。敵の計画が実行されて地上に放射能があふれ、日本列島が沈むなど地変が進む中、明日香とシドは金星人の霊力に守られながら地球内部へ向かった。
地球と一体化した明日香の超能力により地表に長い冬が訪れ、人も都市も厚い雪の中で滅んだ。しかし南米のナスカの地上絵周辺には温暖な地域が確保され、世界の各所から集められた子供達が避難していた。3年後、隆起した日本のI県T村であった場所に戻ったレイたちは、そこだけ雪の解けた所に、放射能汚染が始まる前の黄色いタンポポが咲く花畑を見つけた。

## 登場人物

### 明日香（アスカ）
高樹 明日香（たかぎ あすか）
16歳の高校生。厚生大臣・諏翁（すおう）の娘だが、本来の父は高樹誠一（後述）で、当時は高樹姓であった。高樹の死後に母は諏翁と再婚した。
彼女は自分を追ってくる敵から身を守るため記憶を封印し高樹明日香として生きていたが、高樹が暗殺されたショックで過去を思い出す。そして母と弟を諏翁の企みで殺された後、敵に発見されないようにと封じていた超能力を解放し、諏翁の背後にいた敵との戦いに挑んでいく。諏翁の元を離れた明日香は以後高樹姓で呼ばれる。
現在の彼女の体はかつて自身の単為生殖で生んでおいたクローン体。高樹に保護されたときは日本人の子供のように黒髪、黒い瞳であったが、カニンガムによって本来の銀色の髪、碧い瞳に戻される。その後金星の元首・シドに皇妃として迎えられる。シドがアスカ人との混血と結婚することが許せないと考える金星人は、彼女を「碧（あお）い魔」と呼ぶ。
敵の計画は進行し地球の各所で原子炉が爆発していく中、地球を守ることを願う彼女に示された方法は、自分自身を進化させ、地球と一体化して放射能を封じ込めることあった。
諏翁明日香名義で所有するオートバイはカワサキ・エリミネーター250SE。
セイラ・アスカ・トーマ
惑星アスカで暮らしていた頃の明日香の名。強い霊能力を持つ母がセイラ（明日香）の「真実の名」をアスカとつけた。
セイラはアスカにある5つの大陸の1つアステカの都市アショカに、アスカ人の父と金星人の母との間に生まれていた。ウラン235を発見するなど数々の功績をもつ若き博士。トニィ・ライリーと婚約し結婚の準備を進めているが、母とともに金星を訪ねた折に会った元首シド・レイ・ゴディスに惹かれてしまう。しかしトニィを裏切ることはできず、彼への想いを抑え、アスカが滅びた後は母とともに金星へ行くことを拒んで、トニィらと地球へ移住する。文明の未発達な地球のアンデス、インカ、マヤ、アステカといった地域で文明を開いていく彼女たちは神と崇められた。クローン体に精神を移して再生するたびに新たな超能力を得ていったが、アステカで敵の攻撃を受け、2歳に育っていたクローン体を抱いて逃れる際、彼女は通常の空間移動ではなく、新たな能力・時間跳躍（タイム・リープ）によって1982年の日本へ移動していた。そして精神を2歳のクローン体に移すと、出会った高樹誠一に16歳の体を土に埋めさせる。
自分を保護した高樹が殺されるまで、敵に自分の居場所を関知されないように、自身の超能力を封じていた。
ヴィナス
銀色の髪、碧色の瞳をした北欧系の美女で、高名な占い師。明日香の仮の姿であり、生放送のテレビ番組内で地球が放射能で滅びかかっていること、さらに放送打ち切り後のスタジオ内で3年以内にフォボスが落ち地球が消滅することを予言したため、J・Jに逮捕されかかるが、彼女は明日香の姿に戻って逃れた。
彼女が予言した「フォボス」の正体は明日香自身もわからなかった。後述のカニンガムは、「フォボス」が惑星アスカであり、7千年前にアスカに激突して崩壊させた「ディモス」が地球であったと説明する。1999年の地球で原子炉や再処理工場の爆発が連続して起こることで時間と空間が歪み、過去からアスカが現れて地球と激突するのである。
星母（せいぼ）
金星人を生み出したとされる女性。明日香が星母であるとわかると、混血の明日香とシドとの結婚に反対していた王族も、2人の結婚を認めることとなる。

### シド・レイ・ゴディス
シド・レイ・ゴディス
金星の元首で、金星の3王族「ゴディス」「グレイス」「ゲイル」（"G"）の一人。金星人の祖「オリジン・レイ・ゴディス」の直系子孫で、彼や父は「オリジン」（起源）か「レイ」（無限）のいずれかの名を継いでいる。強力な超能力により惑星アスカの滅亡を予知する。また金星人特有の「愛夢」（アムール）にセイラ（明日香）が現れたことから、婚約者のいる彼女を愛し、結婚を申し込む。アスカの地下工場が爆発した際は超能力で身を守りつつ放射能を防ぐシールドを張り、また瀕死となったトニィを超能力で助ける。さらにアスカ人に、やがて惑星に落ちてくる「ディモス」の危険を伝え、他の惑星への移住を説く。
カニンガムに捕らえられノーマの超能力で苦しめられていた明日香の元へ現れ、彼女を連れ去り、その後妻として金星に迎える。明日香を心から愛し、彼女が戦いのさなかに傷を受けると彼自身の体も血を吹いた。明日香の望みを受け入れ、地球を救うために2人で地球の中心へ向かう。
オメガ
諏翁明日香が自身の見合いを兼ねたパーティ会場で会った若者。I県での事故のため視力を失い、パイロットサングラスをかけている。自分をオメガと名乗る彼の態度に不快を覚えて明日香はアルファと名乗るが、彼は「高樹明日香」と呼びかけてくる。パーティ会場が襲撃されると、彼は盲人のそれではない動きで明日香の母を助けた。その後も明日香の危機を助ける。明日香は彼がトニィではないかと考えるが、実はシドの仮の姿であった。

### レイ
レイジ
普段はレイと呼ばれる。日本人にはあり得ない銀色の瞳と髪を持つ。外見はシド・レイ・ゴディスに酷似しており、名前も似ている。原子力発電所で被曝しつつ作業するいわゆる「原発ジプシー」の子供で、I県生まれ。髪と瞳の色に驚いた両親によって施設に入れられ、その後不良グループ「銀鼠」を統括する。彼の元に「銀色の鳥」が来て、銀色の髪と碧い瞳をもつ明日香という少女に会えると語ったのを信じ、F県で待っていた。超能力を持ち、同じように原発ジプシーから生まれた銀色の髪と瞳の子供達に、体の障害のある部分を補うような能力を与えていた。明日香に一目惚れし抱きしめた瞬間、明日香の超能力と記憶を受け継ぎ、惑星アスカでの出来事や地球での経緯、そして明日香がレイの尊敬してやまない高樹誠一の娘であることを知る。さらに明日香が愛し愛されているシドの存在も知ってしまう。明日香と共にカニンガムへ戦いを挑み、ゲオルグの手に落ちるが、現れたメセトラから力を得て進化する。その後出会ったシドの、明日香の傷をその身に受けた姿に、レイは明日香を諦めざるを得なかった。明日香の命を受け、放射能が広がりつつある世界中を回って政府に子供達をナスカへ避難させるよう働きかける。その後は金星人たちをナスカへ移動させるために聖櫃（後述）ごと海底に沈んだ日本列島を隆起させる。明日香がいなくなった後、彼はリーダーとなりナスカに生き残った人々を導く。
メセトラ

金星の月虹都市で眠っているとされる4人の「大元老」（エル・ジュナス）の1人。大元老は金星人の祖である。大元老は実は地球の日本のI県T村で生まれ、地球が爆発する前に太古の金星に時間跳躍（タイム・リープ）させられた。レイは未来の自分であるメセトラからその名「オリジン・レイ・ゴディス」を与えられ、メセトラとして生きてきた間の記憶を受け継いだ。レイが金星人の祖となる歴史は変わり、金星人は存在しないこととなりメセトラは消滅してしまい、レイは地球に残って再生にあたることとなる。
メセトラ（レイ）は今でも明日香を愛し続けており、シドや金星人は皆、昔からそのことを知っていた。彼は愛する明日香をこの世に導くため、アスカ人と金星人を結びつけ混血の娘を生ませたのである。

### トニィ・ライリー
トニィ・ライリー
明日香（セイラ）の惑星アスカでの婚約者。選ばれた精子と卵子から生み出された〈アスカの子〉と呼ばれる1人で、いずれはアスカの「頭脳」（ブレイン）になるとされる。セイラと暮らすアパートを2人で探すなど結婚の準備を進めているが、金星人とのハーフであるセイラがシドから結婚を申し込まれて以来様子がおかしいことに不安を感じている。
アスカの原子炉事故の際、放射能により瀕死の状態となるが、シドがセイラを気遣い金星人たちの超能力を用いたことで命を取り留める。シドに言わせれば、トニィに生き延びてもらい、セイラを譲ってほしいと正式に申し込むつもりであったという。セイラはシドへの愛情を抑え、トニィとともに地球で暮らす道を選ぶ。
地球に同行したアスカ人が900年の寿命を迎えて死んでいく中、トニィをはじめとする何人かは、シドがセイラに与えたヴィマナの技術で自身をサイボーグ化して生き続けた。敵から襲撃された際、トニィはセイラに彼女の2歳のクローン体を持たせてテレポート（実際は時間跳躍）させる。
日本で再会したトニィは、カニンガムの手下となって明日香に協力を求める。「再びアスカに帰れる」というトニィの言葉に明日香の心は乱れるが、レイがトニィを見たときにそれが精巧なロボットであることを見抜く。実はトニィは、アステカにおいて明日香を脱出させた後も敵と戦い続けたが、捕らえられ精神を抜かれて利用されることを恐れ、自殺していた。明日香がシドを愛していることは知りつつも共に生きられて幸せであったというメッセージをシドに残して。

### ドクター・ゲイル
エルケ・ニッヒ・ゲイル
シドの祖父の時代に金星の執政官をしていた"G"の一人で、人並み外れた超能力と頭脳を持ち、人々からはドクター・ゲイルと呼ばれる。ゴディスではなくゲイル一族が金星を統治すべきと考えてクーデターを起こすも失敗。その後アスカに移住し、アステカ大陸の砂漠サウドの地下の工場で、ウラン235を使った「G爆弾」を製造した。
彼はメセトラら大元老がこの時代の日本で生まれて過去の金星に飛ばされたことを知っており、運命を変えて自分が過去の金星に飛んで金星人の祖になろうと企む。1999年に惑星アスカと衝突して爆発する地球を、1996年に単独で爆発させようと、「ディシュース計画」さらに「ノア計画」を進め、過去への跳躍に必要な明日香の超能力を得ようとするが、シドとレイに倒される。
地球では彼は自分の超能力を封印してカニンガムに化けていた。
エドワード・カニンガム
ゲイルの地球での姿。諏翁厚生大臣の客として明日香と会うが、その部屋に仕込まれていた物質〈ゼノン〉の力により明日香は彼や同行の客の心を読むことができなかった。カニンガムは、原子力推進協会の日本代表の立場である諏翁と共に、日本に世界中の放射性廃棄物を集める「ディシュース計画」（D計画）を進めていた。この計画によって地球は、本来アスカと衝突して爆発するはずだった1999年ではなく、6ヶ月後に単独で爆発し、過去のアスカを救うこととなる。
カニンガムに変身している間、ゲイルは自分の超能力は封じて身を守り、別の超能力者をゲイルに仕立て上げて明日香と戦わせていた。

### 地球人
高樹 誠一（たかぎ せいいち）
大学で生態学を教える一方、放射能汚染された地域を回ってデータをまとめていた。1982年9月にI県T村において、アステカから時間跳躍（タイム・リープ）で飛んできた16歳の明日香が抱いていた、2歳に成長していたクローン体の明日香を保護し、高樹明日香として育てる。人々の放射能への不安が高まる中、日本中で講演し危険さを訴え続けていた。1991年4月、I県T村での講演会中に、大規模な原子炉事故が起こり、外へ出たところで何者かに暗殺される。
後に、人々が瞑想に浸るための機械「ノスタルジィ」が明日香の超能力に反応したとき、彼女の心にあった高樹の姿が映像として現れた。これを察知したJ・Jが直ちに明日香の逮捕に出向いたことから、彼が死後も政府にとって危険な人物であることがわかる。
真田 鷹士（さなだ たかし）
身長190cm、体重90kgの屈強な大男で、諏翁の命令で明日香のSPを務める。前任者は明日香を強姦しようとしたため明日香が超能力で痛めつけて辞めさせたが、真田は明日香の不思議な能力を聞いていつつも彼女をしっかりと守る。自分が1991年4月に高樹誠一を暗殺したことを思い出したところ、レイに超能力で読み取られてしまう。しかし彼はその後高樹の本を読み、彼を殺した罪に苦しみ続け、贖罪のために明日香を守り続けていた。しかし次第に明日香に心惹かれ、彼女に軽蔑されることを恐れて罪を打ち明けることがずっとできなかった。カニンガムに捕らえられて洗脳されかかるが、一緒に捕まった明日香を捜しに来たレイに「ついでに」助けられた。その後も明日香や子供達を守り続ける。
父親は実は諏翁だが、親子らしい関係はまったくなく、諏翁は鷹士の身体能力に興味を持ち12歳の時から訓練をさせて殺人機械に仕立てたのだった。母親は諏翁によって心を病み酒と薬に逃げるようになり、鷹士が子供の頃に阿片を飲んで自殺した。
所有する車はソアラ。
諏翁 宏樹（すおう ひろき）
厚生大臣。氷のような冷たい性格である。カニンガムとともにディシュース計画を進めていたが、鷹士が明日香に語った懺悔の言葉のためにカニンガムによって殺される。
諏翁 毬絵（すおう まりえ）
明日香の（育ての）母。高樹誠一の妻であったが、彼の死後、警察の取り調べを受けた後は無表情、無感情な状態となる。5年前に諏翁と再婚。高樹との間に実子を得られなかったが、諏翁との間には純が生まれた。自宅に放火された際、彼女は純が逃げ遅れたと知ると炎の中に飛び込み、彼を守りながら一酸化炭素中毒のため死亡する。
諏翁 純（すおう じゅん）
明日香の（血のつながらない）弟。4年前に、放射能の影響による単眼症で生まれた。放射能汚染後の日本ではこのような「障害の重い子供たち」（ディフォームド・ベイビーズ）が多く産まれ、長生きできず死んでいる。純は母と離され、付添婦の北川邦子の看病を受けつつ、明日香が与え続けるエネルギーのおかげで4年間生きてこられた。明日香が超能力を使った「宙跳躍（コスモ・リープ）」で惑星アスカの出来事を見せるのを楽しみにしている。火災の中、自分を助けるため飛び込んできた母に初めて抱きしめられ会話をすることができ、その喜びを明日香に語りながら死んでいった。
母と弟を失ったことで、それまで超能力を抑えていた明日香は、元凶である諏翁へ復讐するため、諏翁の前で自身の能力を露わにした。
相間 美雪（そうま みゆき）
高樹明日香の高校の同級生。父親が政府のブラックリストに載ったことで国外へ逃れることができず、麻薬やセックスに溺れた生活を送っている。父が聞きつけた「ディシュース計画」のことを明日香に伝えるべく自宅に呼ぶが、彼女はオーストラリアへ脱出するためカニンガムと取り引きをし、友人の明日香を罠にはめたのだった。
父・相間貴文は、諏翁の前の厚生大臣だったが、放射能汚染の危険を訴えたことで失脚させられた。高樹誠一と共に活動していた時期があった。
ノーマ・アシュレイ
アメリカ人の女性の超能力者。アメリカ大統領からも信頼を寄せられている様子である。"G"とともに三沢基地に降り立つ。カニンガムが捕らえて超能力を封じた明日香を痛めつけるが、その最中に現れたオメガ＝シドが明日香を救い出す。シドはノーマの夢に幾度も現れた銀色の悪魔であった。その後もシドと超能力で戦うがかなう相手ではなかった。ゲイルの死後はホワイトハウスに戻り大統領に計画の継続を伝えるが、政府に子供達をナスカへ避難させるよう進言しに来たレイに黙らされてしまう。
カーラ
諏翁明日香がパーティ会場で出会った、強力な超能力を持つ女性占い師。カーラは明日香が失われた惑星アスカの住人と見抜いてしまったため、明日香は自分の身を守るために超能力で彼女の心を殺してしまう。彼女はノーマの教え子であったため、ノーマは明日香に恨みを抱いている。
田部 良輔（たべ りょうすけ）
諏翁明日香の高校の担任教諭。彼がナスカの地上絵の話を始めると、明日香はかつてシドの指示で自分がそれを描いたのを思い出していた。田部に質問をされた明日香はつい、シドに言われた「地上絵は指標である」という言葉を口走る。
エルマー・ダニエル、クリフ・オリック
カニンガムとともに諏翁厚生大臣を訪ねてきた外国人。
田中、山口
物語の時点では日本の原発は1991年以降次々に廃炉になっていったが、なおも稼働し続けていた10基ほどの原発のうちF県に3基が集中している。その1基、事故が起きた原発の職員。責任者の田中はやって来た明日香を見下したように事故の様子を説明するが、明日香から確かな答えが返ったためうろたえてしまう。山口は技術者で、シドが見せた事故の幻が消えたことを不思議がるばかりだった。
剛（つよし）、サブ、鉄雄
銀鼠のメンバー。剛らは原発から食糧とともに強奪してきた明日香も皆で均等に「分けたい」と要求するが、レイに暴力で押さえ込まれる。サブと鉄雄をはじめメンバーたちは、レイがゲオルグに捕らえられた後、日本からの出国と引き換えに亜衣たちと鷹士を襲うものの、明日香が亜衣たちをテレポートさせて助けた。

#### 地球人（金星人）
亜衣（あい）
原発ジプシーの子で銀髪と銀の瞳を持つ少女。生まれつき盲目だが、レイの超能力により手のひらをかざすことで見ることができる。地球内部で消えていく明日香を追おうとするレイを彼女が引き留めた。
亜衣は赤い奇形のタンポポしか知らなかったが、1999年、I県T村だった場所で初めて本当のタンポポが咲く光景を見る。そこはアステカから時間跳躍してきた明日香の古い体を高樹誠一が埋めた場所であった。
絵梨（えり）、翔（しょう）
レイとともに暮らす、銀髪、銀の瞳の子供達。彼らも原発ジプシーの子である。絵梨は耳が聞こえず、翔も目が見えないが、レイの超能力によってそれを補う能力を与えられた。レイの危険を察し、3人の心を合わせてテレポートし、助けに行くことも。
ドクター・ゲイルの説明によると、現在の世界とよく似ているが金星人がいない別世界（並行宇宙）の惑星アスカに生まれた明日香が、放射能の影響で超能力者となり、地球に逃れ、レイ、亜衣、絵梨、翔の4人をこの世界の太古の金星に跳ばした（次元跳躍）ことで金星人が生まれたとされる。

#### 地球人（アステカ時代）
グリュウ
1500年頃のアステカ、アウイソトル皇帝の時代で、テオクトリ（最高位の神官）となったセイラ（明日香）に仕える若者。赤い髪のセイラを女神として崇拝している。負傷したセイラを助けるため、敵が用いた"G爆弾"の放射能の中に飛び込んでしまい被曝するが、その後襲ってきた自身の体調不良の原因を理解するすべはなかった。

### アスカ人
- 第五惑星アスカは7千年前に魔の星「ディモス」が激突し破壊され、現在は小惑星帯となっている。かつてはアステカ（経済の中心で科学も最も発達）、マグレーダ、サスーン、ウイグル、チェイダルの5大陸に、寿命900年のアスカ人が暮らしていた。

ベン・トーマ
セイラ（明日香）の父。美男子ではないが、金星の王族の娘アルヴィラと大ロマンスの末に結婚。彼の青い瞳をセイラは受け継いでいる。原子力発電所の事故により死亡。
アルヴィラ
セイラの母。フルネームはアルヴィラ・ルナ・グレイス。金星人で、彼女の銀色の髪と美貌をセイラは受け継いだ。アスカの滅亡後、彼女は同行を拒むセイラと泣く泣く別れ、金星に戻った。
強力な霊力をもつことから惑星アスカの消滅後は金星の「幻者」となり、シドの妻となり金星に迎えられた明日香と再会する。シドと共に地球を救おうとする明日香に霊力を注ぎ消滅していく。いっとき眠るだけで目覚めればまたアスカにいるだろうと語りながら。
マチス・キア
アスカの科学技術庁長官でセイラの上司。惑星アスカの大陸の1つアステカにある砂漠サウドで放射能事故が起きたことをセイラに伝える。
シン、アレックス、マリア、キース、スウェナ
〈アスカの子〉。セイラ、トニィとともに地球へ逃れた。アスカにいたころはクローン技術によって再生し不死の命を得ていたが、地球では冷凍睡眠によって年をとるのを遅らせ、体の悪い部分は人工臓器などに置き換えていた。
アステカで捕らえられた後、"G"（ドクター・ゲイル）が作ったクローン体に精神を入れられ、超能力を覚醒させられる。その後カニンガムの部下となり、シンとスウェナは三沢市内でレイを襲う。同時にアレックス、マリア、キースは、美雪と共に明日香の潜伏する三沢市内のホテルを訪ねてくる。懐かしい彼らの呼ぶ声にドアを開けた明日香は銃を向けられ、鷹士と共にカニンガムに捕らえられることとなった。

### 金星人
- 金星には銀髪、銀の瞳をもち1万5千年から2万年の寿命を生きる人々が暮らしている。高い科学技術を持ち、ヴィマナと呼ばれる飛行艇で惑星アスカにしばしば赴いていた。月虹（げっこう）都市、太陽都市、月都市、神託都市、星砂（せいさ）都市、水晶都市、銀星（ぎんせい）都市がある。大気が厚いため太陽の光が入りにくいことから、神殿と呼ばれる塔の先端に、太陽や月の代わりとなる光源が灯る。

アリシア・リデル・グレイス
金星の"G"に属する少女。気難しいとされる銀色の鳥「銀星鳥」（ファム・ファタール）がシドの他に唯一おとなしく抱かれる人間である。銀星鳥が明日香に近づき抱かれたことで、明日香とシドの運命的なつながりを見抜く。鷹士に言わせると明日香の妹であるかのようによく似ているという。彼女がレイと会ったときには、シドからレイの話を聞いて以来恋い焦がれてきたが彼同様自分も片思いであったと語る。彼女は明日香とシドに霊力を注いで消滅し、そのとき銀星鳥は彼女の肩から明日香の肩に移った。
ゲオルグ・ニッヒ・ゲイル
ドクター・ゲイルの孫。父（ゲイルの息子）はグロウ・ルグ・ゲイルだが、いくらか穏健な父に対し、ゲオルグは父以上に祖父の残虐性を受け継いだとされる。カニンガムに呼ばれて日本に赴くが、カニンガムの正体が祖父であることは彼も気付かなかった。ゲイルとともに計画を進めていくがレイと戦い倒される。
オリジン・ゴディス
シドの父でかつての金星の元首。妻（シドの母）はベアトリス・アイ・ゴディス。金星人は超長寿のため、息子と同年代の外見をしている。現在11人いる「幻者」の1人で、放射能で全土を汚染されつつあるアスカに襲いかかろうとしているディモスの出現を超能力によって予知する。しかしディモスの正体は幻者の誰にもわからなかった。実はディモスとは、未来と過去がつながり空間が歪むことで現れる1999年の地球であった。
ベアトリスとともにシドと明日香に霊力を注ぎ、息子へ再会を誓う言葉をかけながら消滅していく。
フレイア・ティス・グレイス
金星の"G"でアリシアの姉。シドを愛していたが、彼はアスカ人との混血のセイラ（明日香）を選んでしまった。さらに彼の依頼でセイラの婚約者トニィの体から放射能を吐き出させるために超能力を使ったことで100年は子供が産めない体となり、怒りをセイラにぶつける。
明日香が地球へ去った後、シドの愛を求めるが拒絶され続けた。しかし最後には明日香とシドへ自身の霊力を注ぎ消えていった。
ユウ、イシス、タックス、ミヤビ、スルガ
金星の"G"。ユウとイシスはゴディスの一族。前の4人はシドの依頼で、彼とフレイアとともにトニィの治療にあたった。
後にユウはノーマと〈アスカの子〉らと戦い惨殺される。タックス、スルガはイスラエル上空において、原爆工場の爆発に巻き込まれ、乗っていたヴィマナごと死亡する。イシスとミヤビは明日香とシドに霊力を注いで消滅した。
シュメル、クロノ
金星の幻者。
ゾマ、カイ、ラモウ
ゲオルグ・ニッヒ・ゲイルの臣下で超能力者。
大元老（エル・ジュナス）
金星人の祖とされる、前述のメセトラを含む4人の超能力者。身長は2mほどあり、長髪で、中国の仙人を想起させる外見であり、メセトラともう1人は長い髭を伸ばしていると描写されている。超長寿であり、長い間金星の北半球の「緑の海」にある「賢者の塔」の中で眠り続けていたが、明日香が金星に迎えられたのを機に覚醒したとされる。明日香との結婚に反対するゲイル一族を抑えるため、天を暗くし再び明るくする奇跡を示した。7千年前に惑星アスカが消滅する際、彼らはシドを呼び、何か指示を下したらしい。
なお、すでに述べたように大元老とは、明日香の超能力によって1999年の地球の日本から過去の金星に跳ばされてきた、レイら4人の子供たちの未来の姿である。

## 用語
ヴィマナ
天船、鳥船、フネと表記されることもある。金星人やアスカ人が乗る飛行艇で、宇宙空間も大気中も飛ぶことができる。金星人は超能力で戦うためヴィマナには戦闘能力がない。アスカから地球に逃げてきたアスカ人のヴィマナにも戦闘能力がなかったため、地球で敵に見つかりそうになるとヴィマナで逃げるしかなかった。
明日香がトニィと共に惑星アスカを離れる際、シドが碧いヴィマナを彼女に与えた。このヴィマナ内の「蘇生室」と「睡眠槽」で、明日香は傷ついた体から単為生殖で生んだ新しい体へと精神を移行し、その都度超能力を増しながら生き永らえていた。またこの碧いヴィマナでナスカの地上絵を作った。
愛夢（アムール）
金星人の男女が見る夢で、いずれ出会って愛し合う異性が登場するとされる。シドは明日香の愛夢を見、トニィと婚約していた彼女に求婚する。金星人の血を引く明日香もそれと知らずシドの愛夢を見ていたが、愛夢に出たのはトニィであったとシドに告げ、トニィと結婚した。
5千年前から金星人の誰も愛夢を見なくなり、それまでも長寿ゆえに出生率が低かったが、子供はまったく生まれなくなってしまった。
銀星鳥（ファム・ファタール）
銀色の鳥で、気むずかしい性質だが、アリシアとシドの他、明日香にだけおとなしく抱かれる。皇妃になった明日香が正装した際、額に銀星鳥を模った飾りを着けたことから、金星では貴い存在とされている様子である。地球でも明日香を探すシドと共に行動する時もあり、その光で闇を照らすことも。レイに明日香の存在を教えたのもこの鳥である可能性がある。地球内部に降りていく明日香とシドに付き添い、光となって消える。
ゼノンの輪
超能力を封じる物質〈ゼノン〉で作られた幅2cmほどのヘッドリングで、パニシメントという銃型の装置を額に当ててはめる。カニンガムは明日香を捕らえてこの輪をはめ、超能力を使えない状態にした。この輪には明日香の見聞きするものを別の超能力者が輪を通じて受信し映像化する機能もあり、明日香に高樹の殺害を告白した鷹士とのやりとりが諏翁の前で再生され、カニンガムによる諏翁の殺害に至る。明日香をカニンガムの元から助け出したシドによって外された。
貴石（ミストラル）
ヴィマナの推進力の源となる物質。カニンガムは後述の聖櫃を作動させるため、明日香がシドに与えられた碧いヴィマナの在りかを探すべく、超能力を封じた彼女に自白剤を打ってアステカでの記憶を思い出させた。しかし彼女はヴィマナから時間跳躍してしまい、その後トニィからのメッセージを受け取ったシドが地球に来てヴィマナを回収していた。
ゲオルグらが貴石を奪うべく、金星の「賢者の塔」にある貯蔵庫を襲ったとき、明日香は皇妃の身でありながら超能力で阻止しようとするが、ゲオルグのヴィマナの攻撃を防ぎきれず侵入を許す。塔の中に入った明日香は初めてメセトラら4人の大元老と会うが、彼らはある考えから、ゲオルグによる強奪を止めなかった。
聖櫃（せいひつ）
世界中の原子炉の爆発によって起こる時空のゆがみを利用して並行宇宙の過去の金星に跳ぶための乗り物。金星にある「賢者の塔」のレプリカでもあり、ピラミッドの形をしている。イギリス、ソビエト連邦、スリーマイル島、日本のI県T村の4箇所に設置され、日本の聖櫃が親となって他の聖櫃を制御する。聖櫃には30人ほどしか乗れないため、乗ろうとする金持ちが投資をすることで建設資金が賄えたとされる。じゅうぶんな数の事故が起きる6ヶ月後に作動させる予定だったが、計画通りにイギリスの原子炉を爆発させた後に予定外のイスラエルでの事故が起きたため、作動を3ヶ月後に繰り上げることとなった。
ナスカの地上絵
作中では、アステカにいた頃のセイラ（明日香）がシドのメッセージに従ってヴィマナで作ったものとされている。明日香とシドはこの場所で、メセトラによって金星からナスカに送られたすべての金星人の霊力によって地球内部へ送り込まれる。2人のエネルギーを受け、地上絵のうち鳥類のものから無数の光る鳥が羽ばたいて成層圏まで広がり、地球の空を覆って銀色の雨を降らせ、3年間続く厳しい冬を全球に招く。地上絵はまた、「再生の曼荼羅」と呼ばれ、地球全体が冷気と雪に覆われてもその場所だけは温暖で、緑と水が確保され、避難してきた地球人の命を繋ぐ。

## 既刊一覧
- 六道慧（著）・高田明美（イラスト）、富士見書房〈富士見ファンタジア文庫〉、全3巻
  - 『第五惑星アスカ(1) 失われた惑星』、1989年5月15日発売[1]、ISBN 978-4829123164
  - 『第五惑星アスカ(2) 碧い凶星』、1989年8月18日発売[2]、ISBN 978-4829123263
  - 『第五惑星アスカ(3) 夢幻の惑星』、1989年11月15日発売[3]、ISBN 978-4829123331